# Joseph Phạm Văn Thiên
Joseph Phạm Văn Thiên (Đất Đỏ, 2 maggio 1907 – Thủ Dầu Một, 15 febbraio 1997) è stato un vescovo cattolico vietnamita.

## Biografia
Joseph Phạm Văn Thiên nacque il 2 maggio 1907 a Đất Đỏ nel distretto di Dat Do della provincia di Ba Ria-Vung Tau.
Iniziò il percorso di studio entrando nel seminario minore di Saigon nel 1918 all'età di undici anni e successivamente, nel 1927, nel seminario maggiore.
Fu ordinato presbitero il 17 marzo 1934. Dopo l'ordinazione fu professore nel seminario minore San Giuseppe di Saigon dal 1935 al 1948. Dal 1957 al 1961 fu parroco della cattedrale. A lui si deve la collocazione della statua della Madonna della pace consacrata il 16 febbraio 1959. Nel 1961 fu nominato direttore del seminario, primo vietnamita a ricoprire tale ruolo. È a tutt'oggi ricordato come uno dei maggiori contributori alla formazione sacerdotale del clero.
Il 14 ottobre 1965 papa Paolo VI, con la bolla In animo Nostro, eresse la diocesi di Phú Cuong, nominandolo primo vescovo. Ricevette l'ordinazione episcopale il 6 gennaio 1966 nella cattedrale di Saigon per imposizione delle mani dell'arcivescovo Paul Nguyễn Văn Bình. Prese possesso della diocesi il 12 gennaio seguente.
In quanto primo vescovo diede un grande contributo alla costruzione delle prime strutture della nuova diocesi. Nel 1967 fondò il seminario minore a Gò Cầy e un centro di carità a Lái Thiêu, nel 1968 venne costruita la scuola San Giuseppe. Nel 1970 vennero accolte le Figlie di Maria provenienti dalla Cambogia perché si stabilissero nel territorio della diocesi. Nel 1972 fu costruito il palazzo vescovile e nel 1974 il monastero della Parola di Dio per il lavoro missionario, dopo di che questo monastero fu accorpato ai Missionari della Fede. Il 28 giugno 1992 approvò la relazione Congregazione dell'anima vivente eucaristica e ne autorizzò la sperimentazione. Questa decisione di approvazione gettò le basi per le attività della Congregazione per vivere l'Eucaristia (Tu hội Sống Thánh Thể). Nel 1970 sostenne la pubblicazione della rivista Phụng vụ (Liturgia). Fu anche l'autore del libro meditativo Từ Thánh Thể đến Chúa Ba Ngôi (Dall'Eucaristia alla Santissima Trinità).
Resse la diocesi per 27 anni, ritirandosi il 10 maggio 1993. Morì a Thủ Dầu Một il 15 febbraio 1997 all'età di 89 anni.

## Genealogia episcopale e successione apostolica
La genealogia episcopale è:
- Patriarca Eliya XII Denha
- Patriarca Yukhannan VIII Hormizd
- Vescovo Isaie Jesu-Yab-Jean Guriel
- Arcivescovo Augustin Hindi
- Patriarca Yosep VI Audo
- Patriarca Eliya XIV Abulyonan
- Patriarca Yosep Emmanuel II Thoma
- Vescovo François David
- Arcivescovo Antonin-Fernand Drapier, O.P.
- Arcivescovo Pierre Martin Ngô Đình Thục
- Arcivescovo Paul Nguyễn Văn Bình
- Vescovo Joseph Phạm Văn Thiên

La successione apostolica è:
- Vescovo Jacques Huỳnh Văn Của (1976)